# 귀여운 빌리 (1993년 영화)
《귀여운 빌리》(영어: Born Yesterday)는 미국에서 제작된 루이스 만도키 감독의 1993년 코미디 영화이다. 가슨 케이닌의 1946년작 동명 희곡이 원작이며, 이 희곡에 바탕한 동명의 1950년 영화를 리메이크하였다. 멜러니 그리피스, 존 굿맨, 돈 존슨 등이 출연하였고, D. 콘스턴틴 콘티 등이 제작에 참여하였다.

## 출연진
- 멜러니 그리피스
- 존 굿맨
- 돈 존슨
- 에드워드 허먼
- 맥스 펄리치
- 프레드 돌턴 톰프슨
- 노라 던
- 마이클 엔사인
- 벤 브래들리
- 설레스트 야낼

## 기타 제작진
- 총괄 제작: 스트래턴 리어폴드
- 협력 제작: 크리스 솔도
- 공동 제작: 스티븐 트랙슬러
- 배역: 어맨다 매키, 캐시 샌드리치
- 미술: 로런스 G. 폴
- 의상: 콜린 애트우드

## 우리말 녹음
KBS 성우진 (1997년 2월 16일)
- 정경애 - 빌리 (멜러니 그리피스)
- 노민 - 해리 (존 굿맨)
- 김도현 - 폴 (돈 존슨)
- 김현직
- 최수민
- 탁원제
- 이근욱
- 이인성
- 이윤선
- 차명화
- 문일옥